# Maldonado (departamento)
Maldonado é um departamento do Uruguai, sua capital é a cidade de Maldonado.
Com uma superfície de uns 4,793 km² e 140,192 habitantes, está situado na costa sul do país.
Punta del Este é uma das suas cidades mais importantes e uns dos balneários mais visitados da América do Sul. As praias fernandinas têm a melhor das águas do Oceano Atlântico, com tonalidades verdes e azuis. O departamento possui uma península a qual jaz a cidade de Punta del Este e que também divide o Oceano Atlântico do Rio da Prata. No lado direito da península as praias são calmas e podem ter água salobra ou até doce, e enquanto no lado esquerdo, as águas são agitadas e salgadas. 
O clima é quente e úmido no verão com a presença constante de frente frias acompanhadas da massa polar atlântica que trazem fortes rajadas de ventos, que consequentemente faz o tempo variar muito durante o período de cada dia do ano Fernandino. Seu inverno é frio, úmido e a forte presença eólica acentua a sensação térmica do lugar. Sendo então o departamento mais ventilado de todo o território uruguaio.
Maldonado é também o departamento mais meridional do país. Sendo Punta del Este, a cidade mais austral do país, com sua localização um pouco abaixo de Montevidéu, e quase beirando a latitude 35ºS. O ponto mais meridional do país fica na Isla de Lobos ou "Ilha dos Lobos", localizada a 8 km à sudeste de Punta del Este, é uma área de preservação ambiental, com a maior quantidade de lobo-marinho das Américas. 
Maldonado possui o ponto mais alto do país, o Cerro Catedral com cerca de 514 metros de altitude.
O turismo brasileiro e argentino são muito frequentes na zona.

## Principais cidades
- Maldonado
- Punta del Este
- San Carlos